# گیلاس (زیرسرده)
گیلاس، آلبالو (نام علمی: Cerasus) نام یکی از زیرسرده‌های شش‌گانهٔ سرده پرونوس است. گیلاس در ایران ۹ گونه درخت و درختچه دارد که اکثراً در مناطق کوهستانی و صخره ای پراکنده‌اند.